# オフィスインディーズ
オフィスインディーズ (Office Indies) は、日本の芸能プロダクション。
ものまねタレントに特化したマネージメントが特徴だった。しかし、代表取締役の菅原四郎が退任し、株式会社トップ・カラーを設立した後は社員も所属タレントもほとんどが退社。以来、公式サイトも閉鎖されている。

## 所属タレント
- 市原利夏 - 株式会社プロスパー[リンク切れ]に移籍。
- ふじきイェイ!イェイ! - オスカープロモーションに移籍。
- ゆうたろう - 株式会社WAT[リンク切れ]（WILD-WAT）に移籍。